# 13280 Christihaas
13280 Christihaas eller 1998 QM44 är en asteroid i huvudbältet som upptäcktes den 17 augusti 1998 av LINEAR i Socorro County, New Mexico. Den är uppkallad efter Christine Haas.
Asteroiden har en diameter på ungefär 2 kilometer.